# 格里戈里·叶夫多基莫夫
格里戈里·叶列梅耶维奇·叶夫多基莫夫（俄语：Григо́рий Ереме́евич Евдоки́мов，1884年10月—1936年8月25日）他是苏联共产党中央委员会书记处成员、全联盟共产党（布尔什维克）中央组织局成员。1936年在第一次莫斯科审判被指控参与“托洛茨基-季诺维也夫反苏联合中心”遭到枪杀。1988年平反恢复党籍。